# Luoniushan Nongchang (bondby i Kina, Hainan Sheng, lat 19,90, long 110,55)
Luoniushan Nongchang är en bondby i Kina. Den ligger i provinsen Hainan, i den södra delen av landet, omkring 27 kilometer sydost om provinshuvudstaden Haikou. Antalet invånare är 937. Befolkningen består av 419 kvinnor och 518 män. Barn under 15 år utgör 16,0 %, vuxna 15-64 år 82 %, och äldre över 65 år 1,0 %.
Runt Luoniushan Nongchang är det tätbefolkat, med 331 invånare per kvadratkilometer. Närmaste större samhälle är Lingshan, 15,0 km nordväst om Luoniushan Nongchang. Trakten runt Luoniushan Nongchang består till största delen av jordbruksmark.
Genomsnittlig årsnederbörd är 2 115 millimeter. Den regnigaste månaden är september, med i genomsnitt 339 mm nederbörd, och den torraste är januari, med 25 mm nederbörd.